# Місто-фортеця Коулун
Місто-фортеця Коулу́н (кант. трад. 九龍 城寨, спр. 九龙 城寨, англ. Kowloon Walled City) — колишнє густонаселене, щільно забудоване поселення в місті Коулун, у Гонконзі. Виникло на місці військового форту, в другій половині XX ст. активно забудовувалося, утворивши конгломерат багатоповерхових будівель. Коулун контролювався тріадами, в ньому процвітали проституція, азартні ігри і наркоторгівля. В січні 1987 року уряд Гонконгу повідомив про плани зі знесення міста-фортеці. В березні 1993 року знесення розпочалося, а завершилося в квітні 1994 року. В грудні 1995 року на цьому місці було відкрито однойменний парк.

## Історія

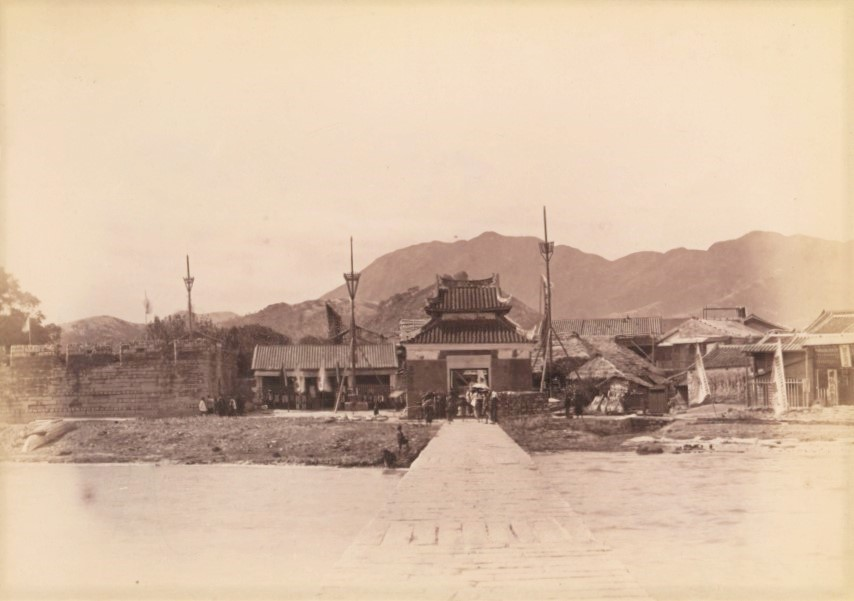
Брама Коулунської фортеці в 1898 р.

Історія міста-фортеці почалася з аванпосту, спорудженого за династії Сун (960—1279). Аванпост призначався для контролю за торгівлею сіллю. Протягом століть він залишався невеликим, але в 1668 році гарнізон налічував уже 30 осіб.
Близько 1810 року споруджений невеликий береговий форт. У 1842 році, під час правління цінського імператора Даоґуана, за Нанкінським договором острів Гонконг перейшов під управління Великої Британії. Цінська влада вирішила зміцнити форт задля стримування поширення британського впливу.
У 1843 на півострові Коулун звели бараки на 150 солдатів, оточені стіною з гранітних блоків 4,5 м завширшки та 3,9 м заввишки. Власне тоді Коулун і став містом-фортецею 700 футів завдовжки та 400 футів завширшки. Зміцнення форту, включаючи будівництво оборонної стіни, було завершено в 1847 році. Він отримав 5 вартових веж і 4 брами. В 1854 році місто-фортецю захопили повстанці під час повстання тайпінів, та утримували його протягом декількох тижнів.
Конвенцією про розширення території Гонконгу 1898 року передбачалося передати додаткові територій Гонконгу Великій Британії на 99 років. Місто-фортеця площею 2,7 га, населення якого до цього часу склало 700 осіб, в угоду не ввійшло, ставши анклавом. Конвенцією дозволялося тримати Китаю своїх чиновників у Колуні, однак вони не повинні були втручатися в питання оборони Британського Гонконгу.
Наступного року британський губернатор сер Генрі Блейк запідозрив, що віце-король Кантона залучає війська для саботажу виконань умов Конвенції. 16 травня 1899 року британські солдати атакували місто-фортецю, проте виявили, що війська віце-короля покинули фортецю, залишивши в ньому тільки мандарина та 150 місцевих жителів.
Незважаючи на те, що місто-фортеця перебувало поза межами зони британського контролю, в наступні роки британці чимало зробили для його розвитку. Протестантська церква організувала будинок людей похилого віку в будівлі яменю (китайської адміністрації), а також відкрила школу і притулок. Однак, крім цих інститутів, для британців місто-фортеця залишалася лише об'єктом інтересу туристів і колоніалістів. У 1933 році влада британського Гонконгу оголосила про плани знесення більшості будинків всередині стін міста-фортеці, забезпечивши 436 сквотерів (самоселів) новим житлом. Гомінданська влада материкового Китаю виступила проти цього плану та оголосила про юрисдикцію над містом. До 1940 року від колишньої забудови збереглися тільки ямень, школа і один будинок. Під час Другої світової війни японці окупували Коулун та розібрали його мури для будівництва аеропорту «Кай Так».

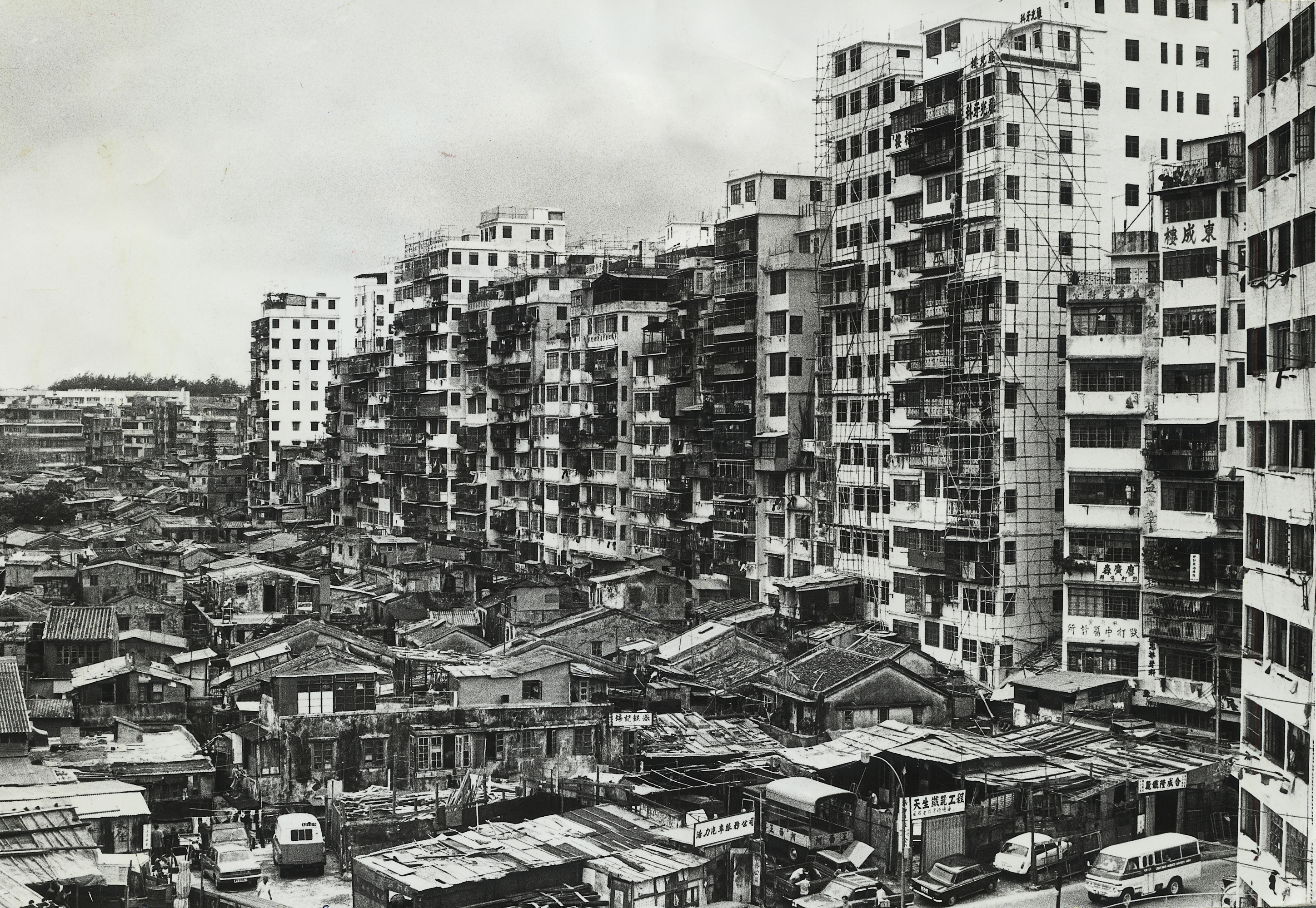
Південна межа Коулуна в 1975 р.

У 1947 році населення Коулуна склало 2 тис. Будинки всіх жителів розташовувалися за мурами, оскільки це гарантувало захист з боку китайської влади. 5 січня 1948 житлово-комунальний департамент за підтримки поліції зніс нетрі Коулуна, проте за тиждень жителі повернулися й почали відбудовувати свої житла. Спалахнули протести, в які втрутилася китайська влада, ставши на бік жителів Коулуна. Влада Гонконгу встановила політику невтручання, через що Коулун не обкладався податками, але там також були відсутні регулювання бізнесу, охорона здоров'я, поліція та планування. Фактичну владу здобули 5 тріад: Кін Ї, Сун Ї Он, 14K, Во Шін Во і Тай Хо Чой. Відсутність нагляду за правопорядком зробила Коулун відмінним місцем для продажу та вживання наркотиків, таких як опій і героїн. Коулун проте приваблював і дрібних підприємців, оскільки дозволяв налаштувати дешеве виробництво товарів з пластику, тканин, а також виробництво їжі. Товари з Коулуну продавалися в Гонконг і навіть за його кордони. Відсутність планування забудови швидко призвела до того, що весь Коулун заповнили щільно розташовані багатоповерхівки з надбудовами. Коулун у той же час не був містом анархії, його було поділено на чіткі зони, кожна з яких мала своє керівництво. 
Влада Гонконгу намагалася втрутитися в 1963 році, пропонуючи переселення в інші місця, проте зустріла опір громадськості. Разом з тим їй вдалося домогтися виконання обмежень на висоту будинків, оскільки вони загрожували безпеці літаків біля аеропорту. В 1970-і роки Коулун набув сталого вигляду, після чого більше суттєво не розбудовувався.
14 січня 1987 влада встановила навколо Коулуна кордон, щоб контролювати 83 вулиці й провулка. Було оголошено про плани знесення забудови та облаштування на її місці парку, позаяк минав термін передачі територій Гонконгу Великій Британії на 99 років. Передача Гонконгу Китаю мала відбутися 1 липня 1997 року. До 1990 року населення міста склало 50 тис. На піку свого розвитку в Коулуні на території площею 2,7 га розташовувалося 500 будівель. Водою їх забезпечували 77 колодязів, деякі завглибшки 90 м. Сміття часто складалося просто на дахах. Влада виділила 2,7 млрд гонконгських доларів (350 млн доларів США) на компенсації жителям міста-фортеці та їхньому бізнесу. Частину жителів виселили силоміць упродовж 1991 та 1992 років.
В серпні 1995 року на цьому місці був завершений парк «Коулун-Сенчай», а в грудні того ж року він відкрився для відвідувачів. Деякі історичні артефакти міста, в тому числі будівля яменю і залишки Південної брами, були збережені.

## Відомі люди з Коулуна
В Коулуні виросли чи провели частину життя такі люди, як британська місіонерка-протестантка Жаклін Паллінджер, що працювала там вчителькою в 1960-і; англійський новеліст і поет Мартін Бут в 1950-і в дитинстві бував у Коулуні; Гордон Джонс, районний офіцер Коулунського району Гонконгу

## У масовій культурі
Багато письменників, кінорежисерів і дизайнерів використовували образ Коулуна як символ гнітючої урбанізації та розгулу злочинності. Так, місто-фортеця слугує одним з місць дії роману Роберта Ладлама «Перевага Борна» (англ. The Bourne Supremacy, 1990). Віртуальний Коулун постає в трилогії Вільяма Гібсона «Міст» (англ. Bridge, 1993—1999) «оазою політичної та творчої свободи». В манзі «Плачучий вільний» (англ. Crying Freeman, 1986—1988) Кадзуо Коїке (сюжет) і Рейоті Ікегамі (малюнок) головний герой подорожує крізь Коулун аби вдосконалити свою фехтувальну майстерність. У манзі серії «Кров+: Коулунські ночі» (англ. Blood+: Kowloon Nights, 2006) місто-фортеця є локацією, де відбувається низка вбивств. Події в Коулуні займають суттєве місце у романі Робіна Кука «Ознаки життя» (англ. Vital Signs, 1991).
Коулун зображено в фільмах: «Брати з міста-фортеці» (англ. Brothers from the Walled City, 1982), «Довга рука закону» (англ. Long Arm of the Law, 1984), «Кривавий спорт» (англ. Bloodsport, 1988). Спорожнілий Коулун зображено в документальному фільмі «Барака» (англ. Baraka, 1992), незадовго до знесення його було використано для фільмування «Злочинної історії» (англ. Crime Story, 1993) з кадрами справжніх вибухів будівель.
Також Коулун відтворено в таких відеоіграх, як  Kowloon's Gate і Shenmue II. В Stranglehold, місто-фортецю показано наповненим сотнями членів тріад. В іграх Fear Effect і Fear Effect 2 використано фотографії Коулуна для створення дизайну ігрових рівнів. У настільній рольовій грі Shadowrun і її відеоігровій адаптації Shadowrun: Hong Kong є криміналізована футуристична версія міста-фортеці 2056 року. Місто-фортецю також зображено в Call of Duty: Black Ops. Нетрями Коулуна натхненне Місто-фортеця 99, місце дії гри Stray.

## Галерея

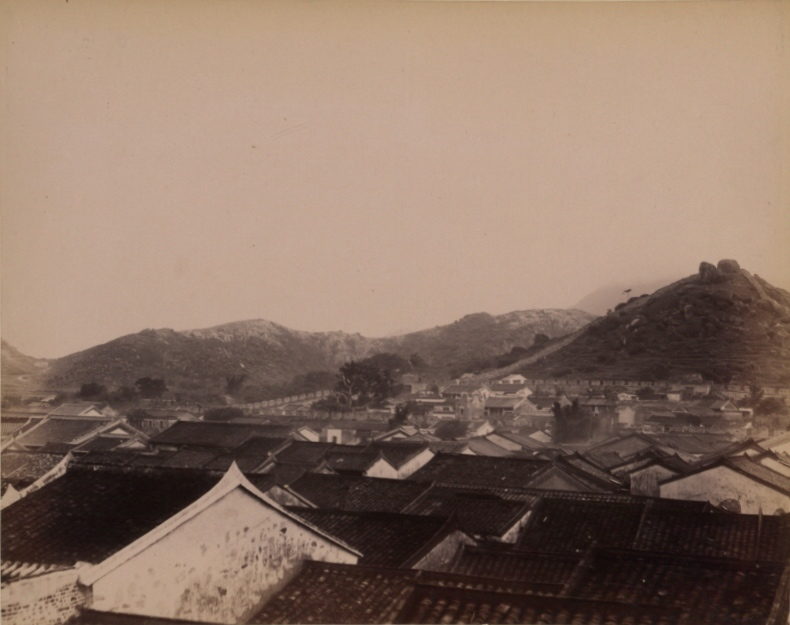
Коулун в 1910 р.
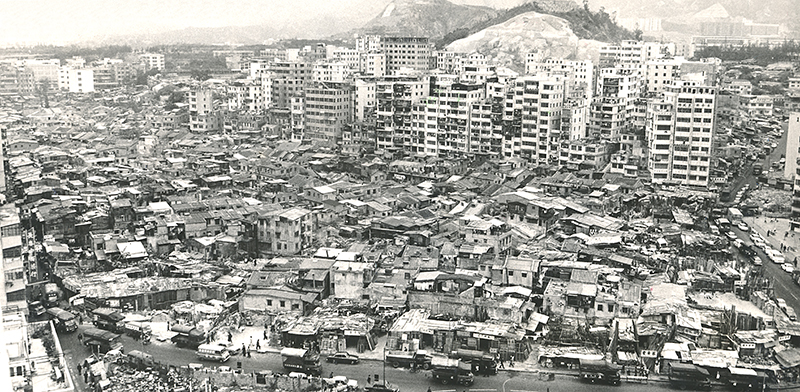
Коулун в 1972 р.
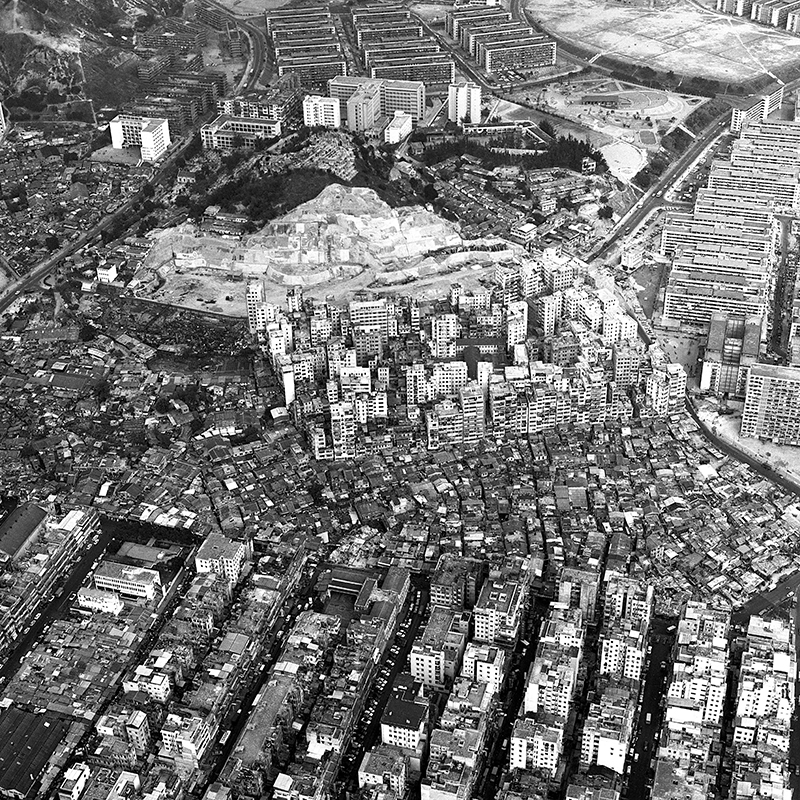
Коулун в 1973 р.
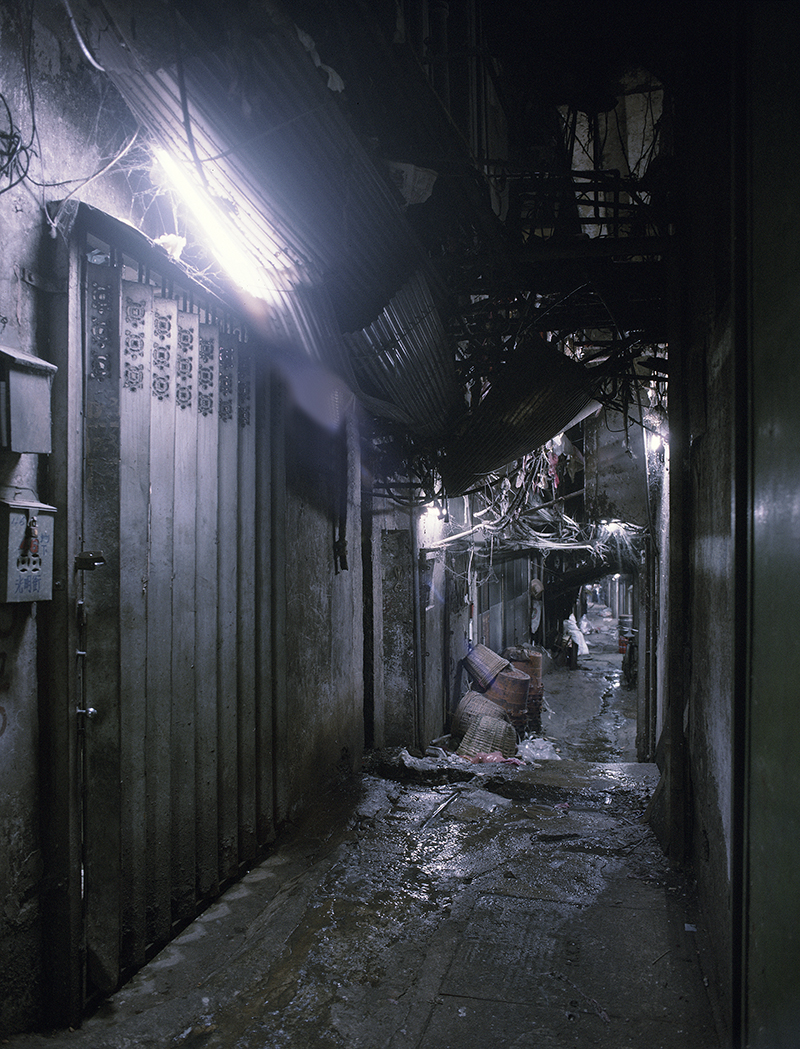
Одна з вулиць Коулуна
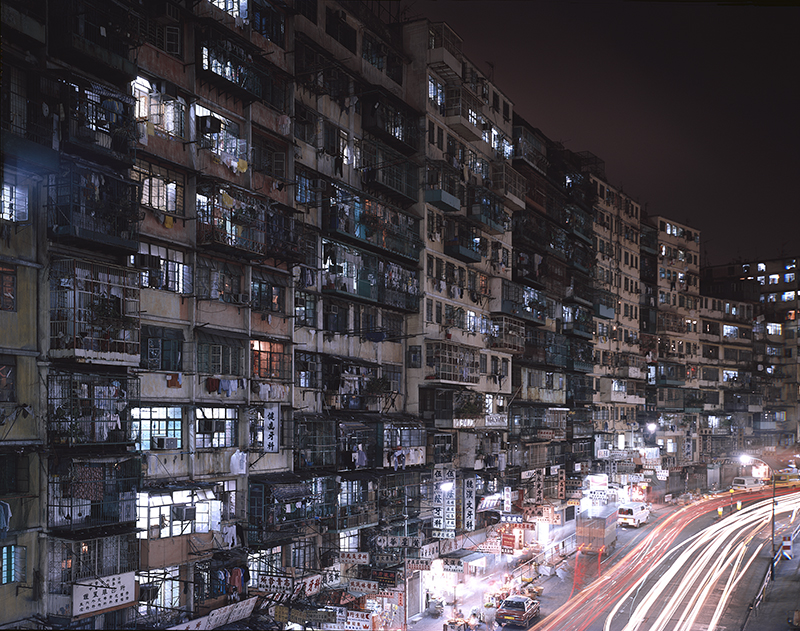
Межа Коулуна вночі 1993 р.
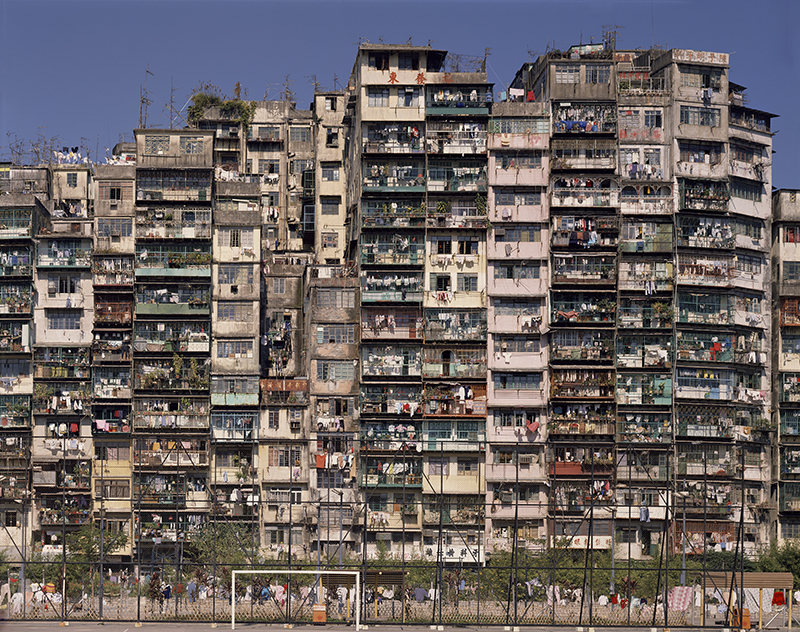
Щільна забудова в 1993 р.
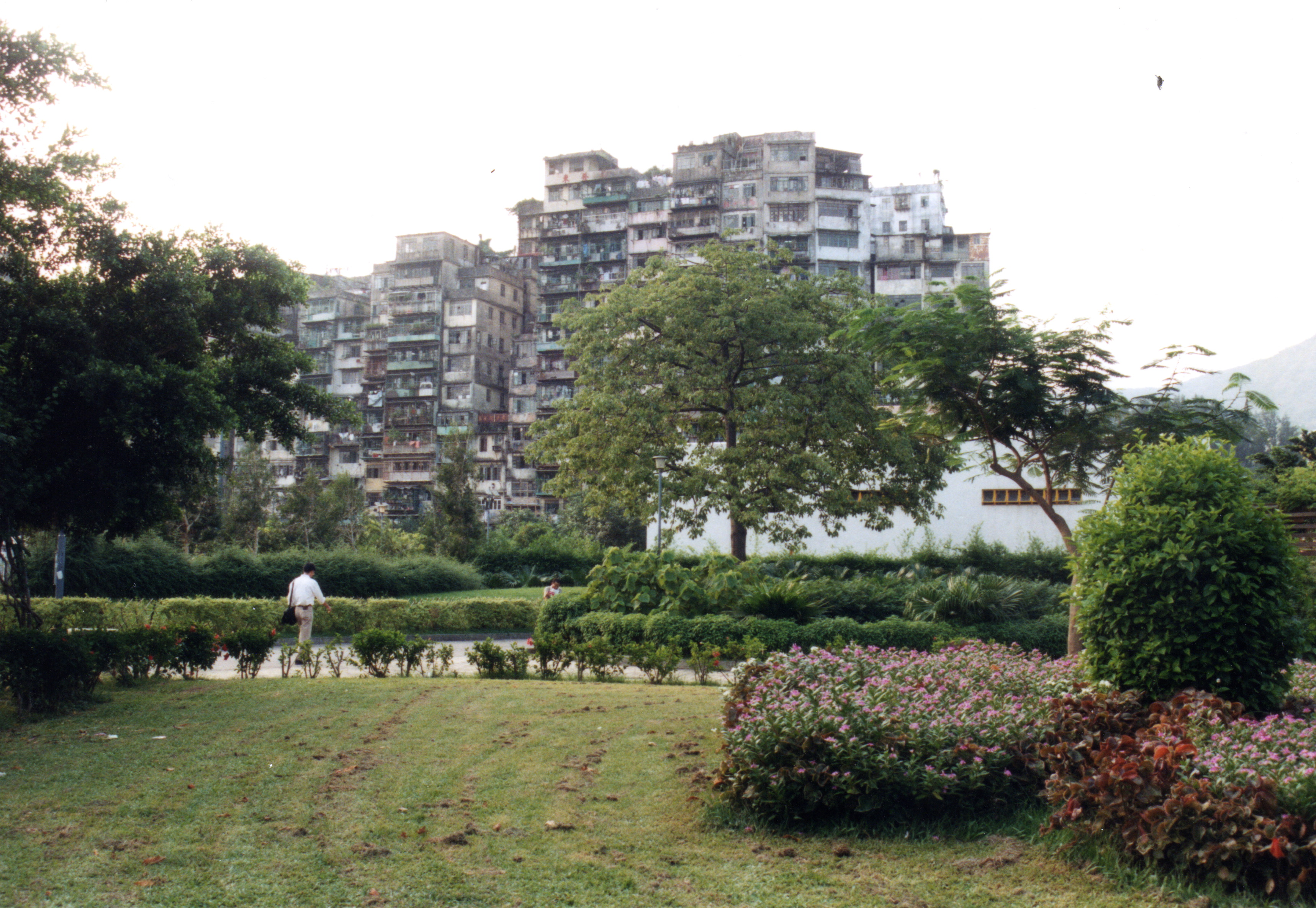
Вид на Коулун в 1991 р.
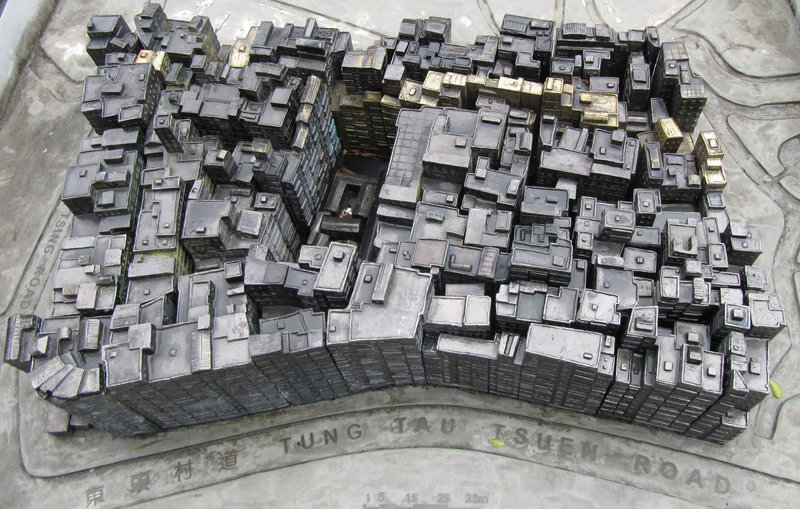
Модель Коулуна
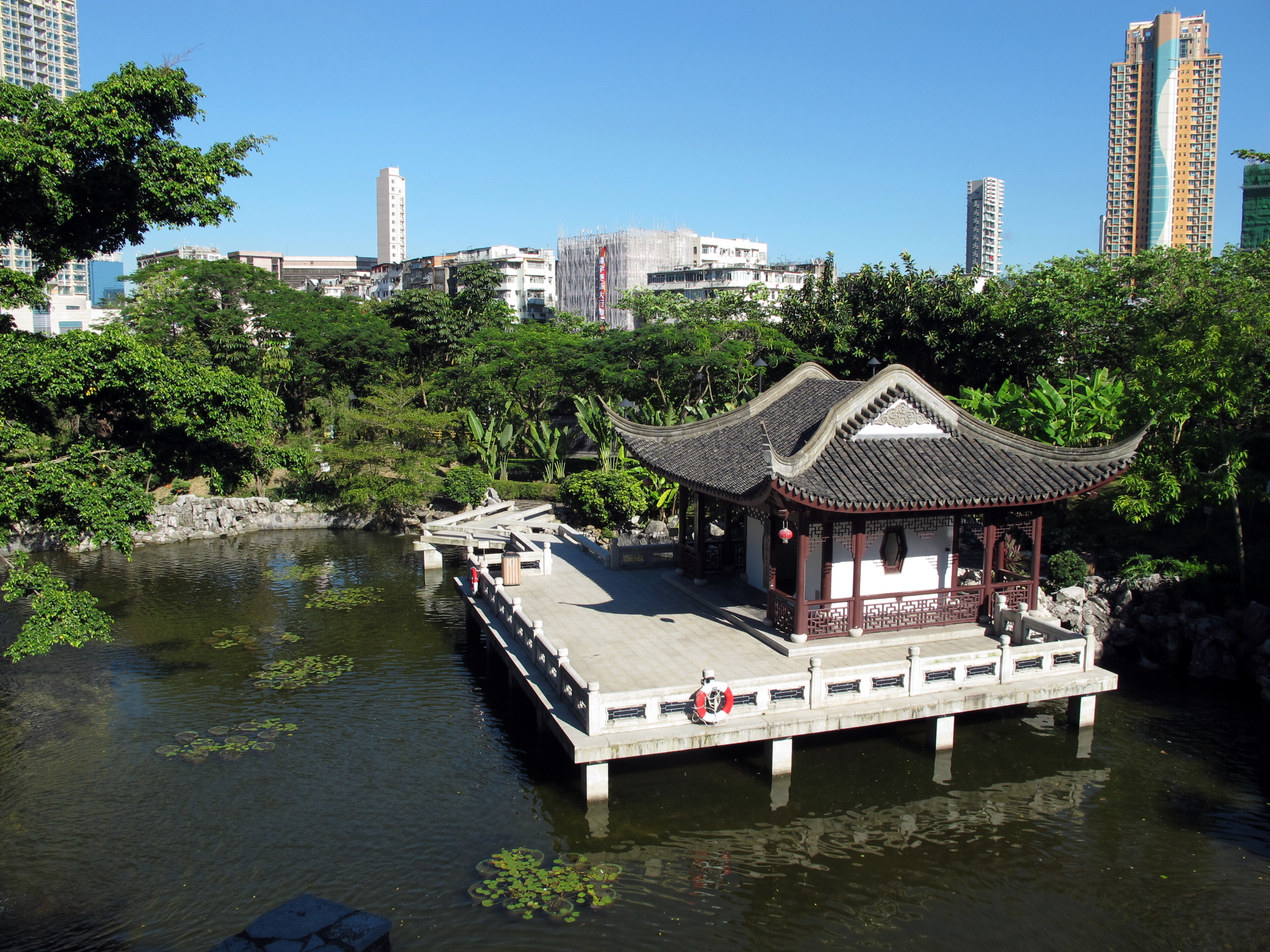
Парк на місці міста-фортеці
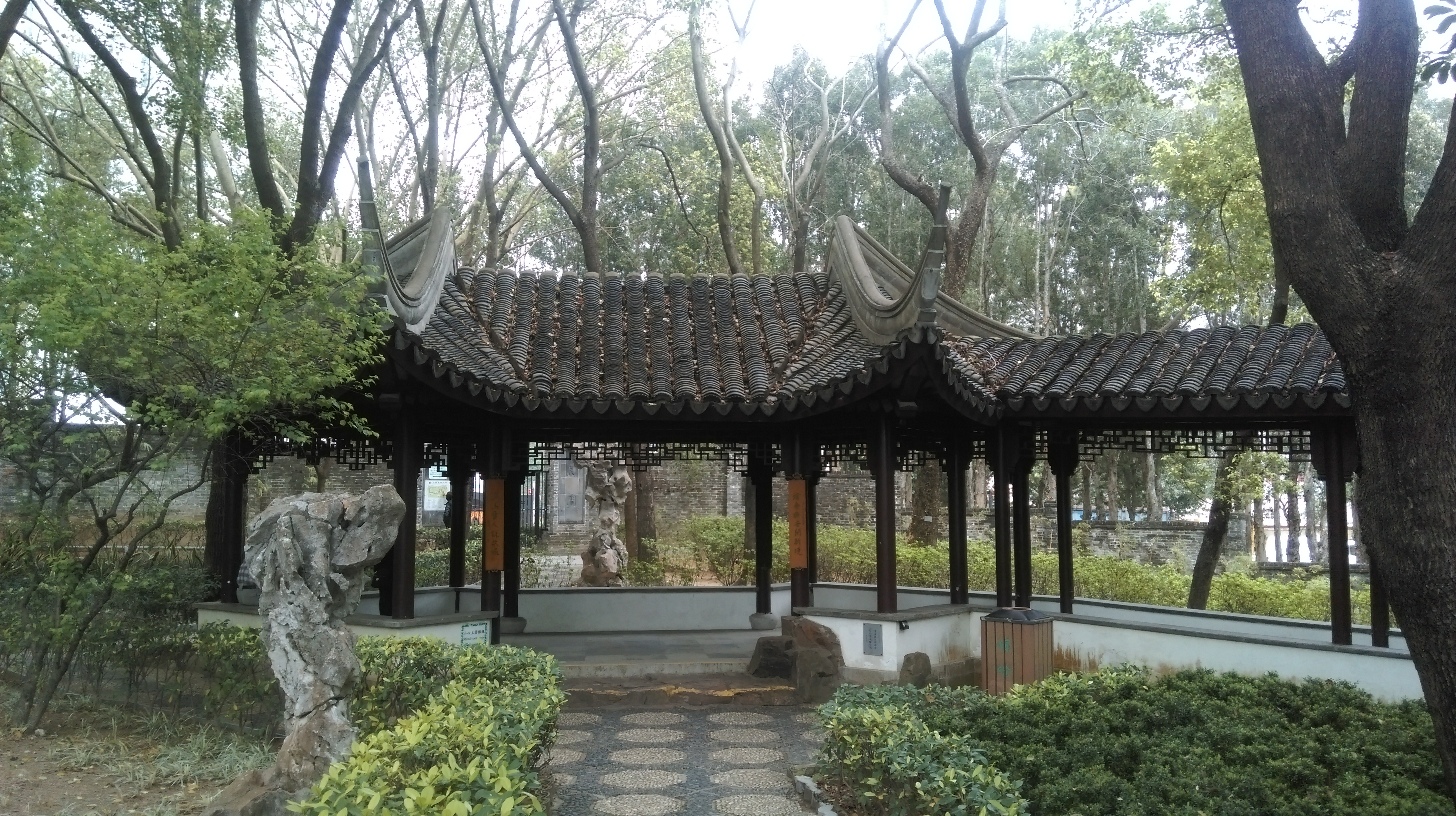
Павільйони-близнюки в парку